# Supercupa României 1995
La Supercupa României 1995 è stata la 2ª edizione della Supercoppa rumena
La partita si è disputata a Bucarest allo stadio Stadionul Regie tra Steaua București, vincitore del campionato e Petrolul, vincitore della coppa.
A conquistare il trofeo è stato lo Steaua București per 2-0. Per la squadra di Bucarest è il sesto titolo.

## Tabellino
| Arbitro: | Adrian Porumboiu |

|                          |           |  |
| Militaru 25’ Vlădoiu 56’ | Marcatori |  |

| Steaua București | Petrolul Ploiești |

### Formazioni
| STEAUA BUCUREȘTI: |    |                  |     |          |
|                   |    |                  |     |          |
| P                 | 1  | Bogdan Stelea    |     |          |
| FD                | 3  | Tiberiu Csik     |     |          |
| FC                | 6  | Daniel Prodan    |     |          |
| FC                | 4  | Anton Doboș      |     |          |
| FS                | 2  | Aurel Panait     |     |          |
| MD                | 5  | Bogdan Bucur     |     |          |
| MO                | 8  | Damian Militaru  | 69’ |          |
| MD                | 10 | Iulian Filipescu | 59’ |          |
| A                 | 7  | Marius Lăcătuș   |     |          |
| A                 | 11 | Marin Dună       |     |          |
| A                 | 9  | Ion Vlădoiu      |     |          |
| Rezerve:          |    |                  |     |          |
| A                 | –– | Laurențiu Roșu   |     | 59’      |
| A                 | -- | Sabin Ilie       | 69’ | 69’, 82’ |
| Antrenor:         |    |                  |     |          |
| Dumitru Dumitriu  |    |                  |     |          |

| GLORIA BISTRIȚA: |    |                    |     |     |
|                  |    |                    |     |     |
| P                | 1  | Ștefan Preda       |     |     |
| FD               | 2  | Daniel Chiriță     |     |     |
| FC               | 4  | Gheorghe Bălăceanu |     |     |
| FC               | 6  | Valeriu Răchită    |     |     |
| FS               | 3  | Gheorghe Leahu     |     |     |
| M                | 7  | Mihai Pârlog       | 75’ |     |
| M                | 5  | Octavian Grigore   |     |     |
| M                | 10 | Cristian Zmoleanu  |     |     |
| M                | 8  | Marcel Abăluță     | 67’ |     |
| A                | 9  | Adrian Toader      | 63’ |     |
| A                | 11 | Daniel Zafiris     |     |     |
| Rezerve:         |    |                    |     |     |
| A                | –– | Ioan Andrecuț      |     | 63’ |
| M                | -- | Gheorghe Matei     |     | 75’ |
| Antrenor:        |    |                    |     |     |
| Ion Marin        |    |                    |     |     |